# فن‌کلونین
فن‌کلونین (انگلیسی: Fenclonine)، همچنین به عنوان پارا کلروفنیل آلانین (PCPA) شناخته می شود، به عنوان یک مهار کننده انتخابی و برگشت ناپذیر تریپتوفان هیدروکسیلاز، که یک آنزیم محدود کننده سرعت در بیوسنتز سروتونین است، عمل می‌کند.
این به طور تجربی برای درمان سندرم کارسینوئید استفاده شده است، اما عوارض جانبی، عمدتاً واکنش‌های حساسیت مفرط و اختلالات روانپزشکی، از توسعه این استفاده جلوگیری کرده است.
اثرات کاهش سروتونین ناشی از فنکلونین آنقدر شدید است که حتی نمی توان سروتونین را از نظر ایمونوهیستوشیمی در نخستین روز پس از تجویز دوز کنترل شناسایی کرد. فعالیت تریپتوفان هیدروکسیلاز را نمی‌توان در بدن سلولی یا پایانه های عصبی تشخیص داد. پس از یک هفته، ۱۰٪ از مقادیر کنترل (خط پایه برون یابی شده برای مطالعه) در هسته رافه دوباره پر شد، و پس از دو هفته از درمان اولیه، دوباره به همان میزان در ناحیه هیپوتالاموس شناسایی شد. سطح اسید دکربوکسیلاز L-آمینه معطر (AADC) هیچ زمانی تحت تأثیر قرار نگرفت.
در پژوهش‌ها علمی در انسان و حیوانات برای بررسی اثرات کاهش سروتونین استفاده می‌شود.